# NWA World Tag Team Championship
O NWA World Tag Team Championship é o título de tag team da National Wrestling Alliance foi disputado pela primeira vez em 1992.

## História
A National Wrestling Alliance não reconhece nenhum dos títulos disputados em suas filiais até 1992.

## Atuais campeões
Os atuais campeões são The Skullkrushers (Rasche Brown & Keith Walker) que conseguiram sua primeira vitória derrotando Los Luchas (Zokre e Phoenix Star).